# لیگ برتر کردستان
لیگ برتر  فوتبال کردستان (به کردی: خولی نایابی کوردستان، به زبان رومی: Xûlî Nayabî Kurdistan) لیگ حرفه ای   فوتبال در منطقه کردستان عراق است ، در کردستان عراق همزمان سه لیگ فوتبال دایر است .( لیگ یک  ، لیگ دو ، لیگ سه)  ،   این  لیگ ها  تحت نظارت اتحادیه فوتبال کردستان است. این لیگ به‌طور رسمی توسط فیفا یا هیچ یک از کنفدراسیون‌های آن به رسمیت شناخته نشده است، بنابراین نمی‌تواند در رقابت‌های قاره‌ای یا بین قاره‌ای آنها شرکت کند. این فصل از آگوست اجرا می شود و در ماه می به پایان می رسد و هر کدام بیست و هشت مسابقه انجام می دهند.  در طول فصل، باشگاه‌ها برای جام کردستان با هم رقابت می‌کنند که پس از آن سوپرجام کردستان، مسابقه‌ای که بین برندگان لیگ و برندگان جام برگزار می‌شود.
باشگاه های حاضر در لیگ برتر کردستان

پرچم اقلیم کردستان

- پرچم   اقلیم کردستانباشگاه فوتبال آکری
- باشگاه فوتبال پیشمرگ هولیر
- باشگاه فوتبال شیروان
- باشگاه فوتبال سیروان نو
- باشگاه فوتبال رانیه
- باشگاه فوتبال سید صادق
- باشگاه فوتبال چوار قونه
- باشگاه فوتبال دربندی خان
- باشگاه فوتبال هندرین
- باشگاه فوتبال آرارات
- باشگاه فوتبال برایتی
- باشگاه فوتبال شاقلاو
- باشگاه فوتبال پیشه سازی
- باشگاه فوتبال رزگاری